# Carl von Ammon

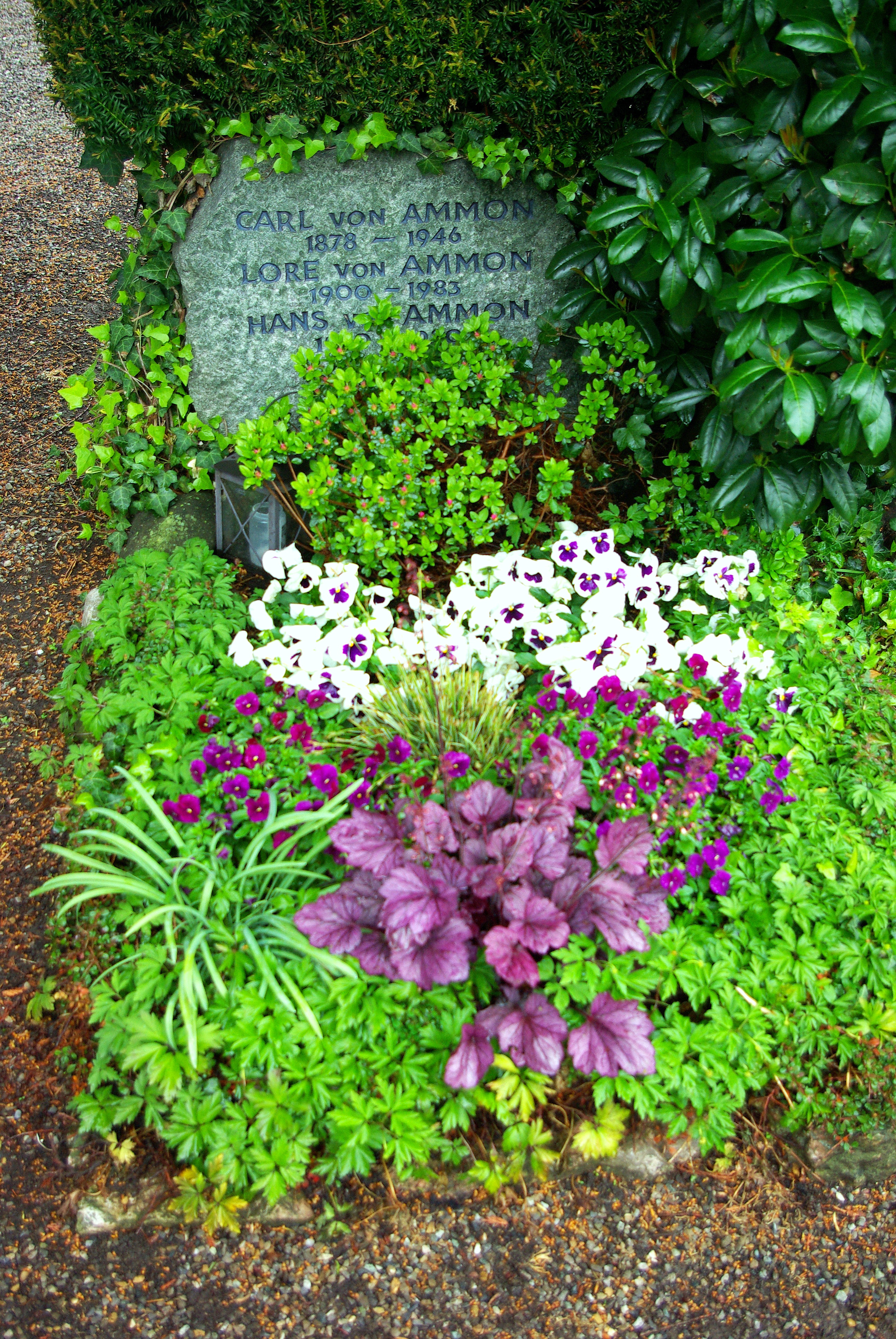
Familiengrab von Carl von Ammon (Nordfriedhof in Wasserburg am Bodensee)

Carl Friedrich Rudolf von Ammon (* 28. Juli 1878 in Charlottenburg; † 23. September 1946 in Wasserburg am Bodensee) war ein Generalmajor der deutschen Wehrmacht im Zweiten Weltkrieg.

## Leben
Carl war ein Sohn des preußischen Generals der Infanterie Friedrich von Ammon (1847–1927) aus dem gleichnamigen preußischen Adelsgeschlecht. Nach dem Schulbesuch absolvierte er eine Offiziersausbildung und nahm am Ersten Weltkrieg teil. Nach Kriegsende wurde er in die am 19. Januar 1919 neu gegründete Reichswehr übernommen und war vom 1. Oktober 1933 bis 1. November 1934 zunächst Ersatzinspektor im Wehrkreis II (Stettin), der für Pommern und Mecklenburg zuständig war. Im Anschluss war er zwischen dem 1. November 1934 und dem 1. Juni 1935 Leiter des Zentralen Registrierungsamtes der Reichswehr in Stettin und erhielt am 5. März 1935 seine Beförderung zum Oberstleutnant. Nach seiner Beförderung zum Oberst am 1. Juni 1935 war er vom 1. Juni 1935 bis zum 1. November 1944 Militärersatzinspektor in Stettin und wurde in dieser Verwendung am 1. April 1940 zum Generalmajor befördert. Nachdem er sich vom 1. November 1944 bis zum 28. Februar 1945 in einer Reservestellung befand, wurde er am 28. Februar 1945 in den Ruhestand versetzt.
Er heiratete am 3. April 1905 Vera Elise Pauline von Stangen (* 20. Juni 1880).

## Weblink
- Eintrag in der general.dk